# 前野綱宗
前野 綱宗（まえの つなむね）は、戦国時代ごろの武将・土豪。前野家九代目当主。前野時正の父。織田家の家臣。通称・四郎兵衛。

## 生涯
尾張国の土豪前野家の八代当主前野高康の嫡男として元中8年 / 明徳2年（1391年）に生まれた。前野四郎兵衛綱宗を名乗った。
初め下津城主織田敏広に仕え、前野村九十五貫文先祖代々の領地を安堵される。美濃国への出陣命令が出た際は、弟である前野守久などを連れて美濃斎藤氏との合戦にたびたび参加した。
嘉吉3年（1443年）9月13日、死亡した。

## 前野氏
前野氏は、桓武天皇の子の良岑安世を始祖とする良岑氏の系統で、良岑高成（立木田高成）の子である良岑（前野）高長が尾張国丹羽郡前野村（現在の愛知県江南市前野町〜大口町辺り）に移り住んで前野を自称し、その曽孫である時綱が正式に名乗ったのが始まりとされている。
平安時代末期頃に滝口武者として部門の基礎を築き、弓術・馬術などを代々受け継いだ。

## 系譜
- 父：前野右京高康
- 母：不詳
- 妻：不詳
  - 男子：前野右馬三郎時正
  - 女子